# Stella Cilento
Stella Cilento är en ort och kommun i provinsen Salerno i regionen Kampanien i Italien. Kommunen hade 708 invånare (2017).